# Gävleutställningen 1901

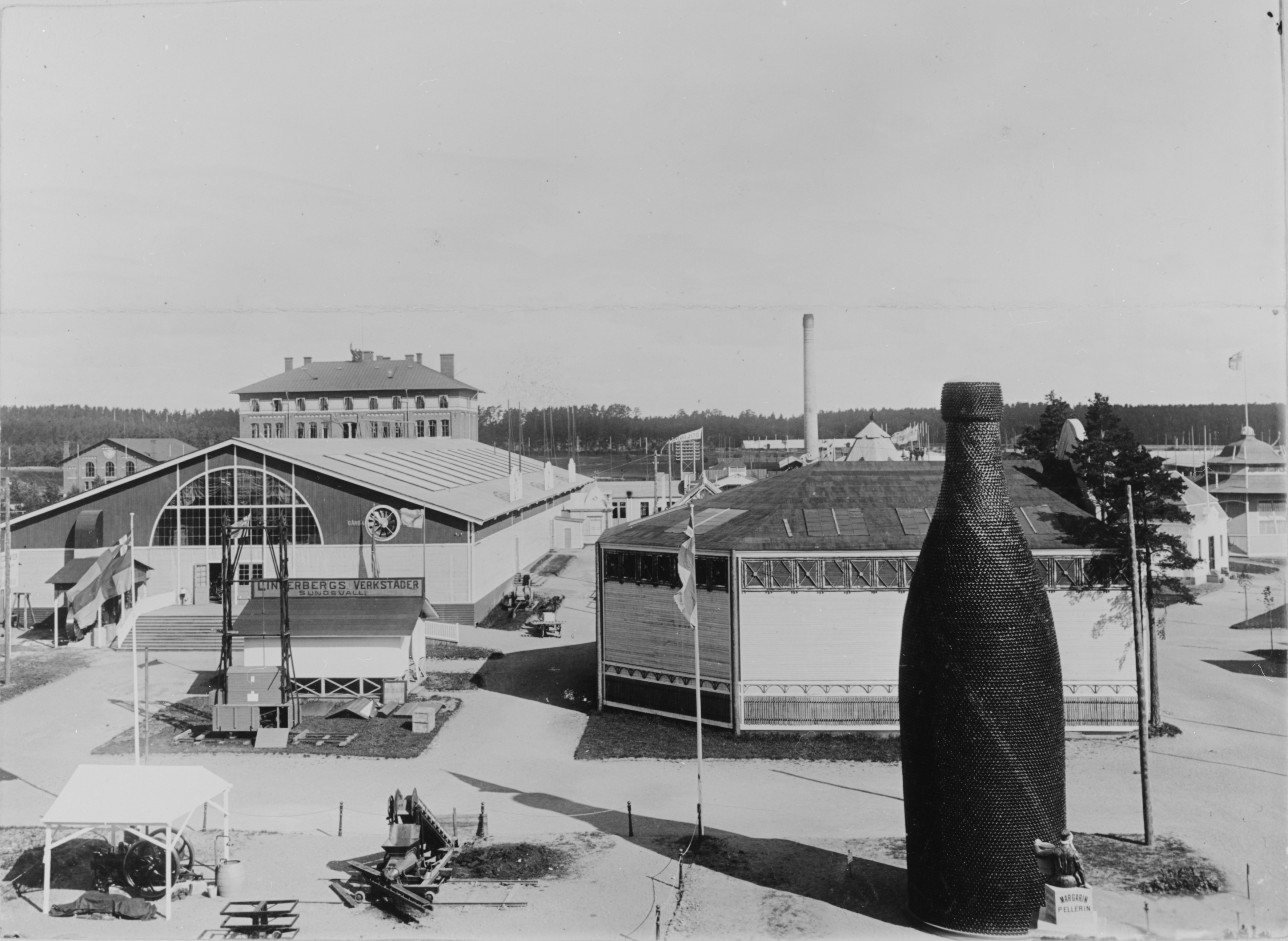
Industri- och slöjdutställningen i Gävle 1901. Från utställningens avdelning Maskin-, skogs- och glasutställning. Bild från tidskriften Hemmets bildmaterial.

1901 års industri- och slöjdutställning i Gävle hölls 15 juni–15 augusti 1901 och marknadsfördes som den första industri- och slöjdutställningen som hölls i Norrland. Den kombinerades med 19:e lantbruksmötet 8–14 juli.

## Bakgrund
Utställningar på samma tema hade hållits tidigare, som Nordiska industri- och slöjdutställningen i Malmö 1896 och senare, till exempel Helsingborgs Industri- och slöjdutställning 1903. Närmast hämtade utställningsarrangörerna inspiration från  Allmänna konst- och industriutställningen i Stockholm 1897. Flera av de ansvariga hade erfarenhet från tidigare utställningar. Kommissarie för utställningen var Carl Bendix som medverkat och organiserat utställningar sedan 1883 och var byråchef vid Stockholmsutställningen 1897. Arkitekter var Sigge Cronstedt som arbetat för Ferdinand Boberg vid Stockholmsutställningen 1897 samt Gustaf Wickman som bland annat hade bidragit vid utställningarna i Chicago 1983 och Stockholm 1897.

## Utställningen
Utställningen invigdes den 15 juni av statsministern Fredrik von Otter. Lantbruksmötet öppnades av kung Oscar II den 8 juli. Över 30000 närvarade. Utställningsområdet låg söder om Valbogatan, mellan Norra Skeppargatan och Byggmästargatan till husraden norr om Staketgatan. Utställningarna i industrihallen utformades under överinseende av arkitekten Gustaf Wickman och omfattade bland annat järnverken i en kollektivutställning och en skogsutställning. Gysinge bruk hade en paviljong där man visade elektrostål, en metod de var först i världen med år 1900. De norrländska sågverkens hade kollektivutställning och på området fanns en maskinhall och en slöjdhall. Slöjdalster från framförallt Norrland visades men det fanns även alster från andra delar av landet, som Malmöhus län. Norrlands fauna visades med inspiration från Biologiska museet, Stockholm. Kostnaderna för utställningen summerades till över 200 000 kronor och täcktes av biljettintäkter på omkring 126 000 kronor, säsongskort mm på 20 000 kronor samt inkomster från tombola, platshyror och provision.

Bilder från utställningsområdet
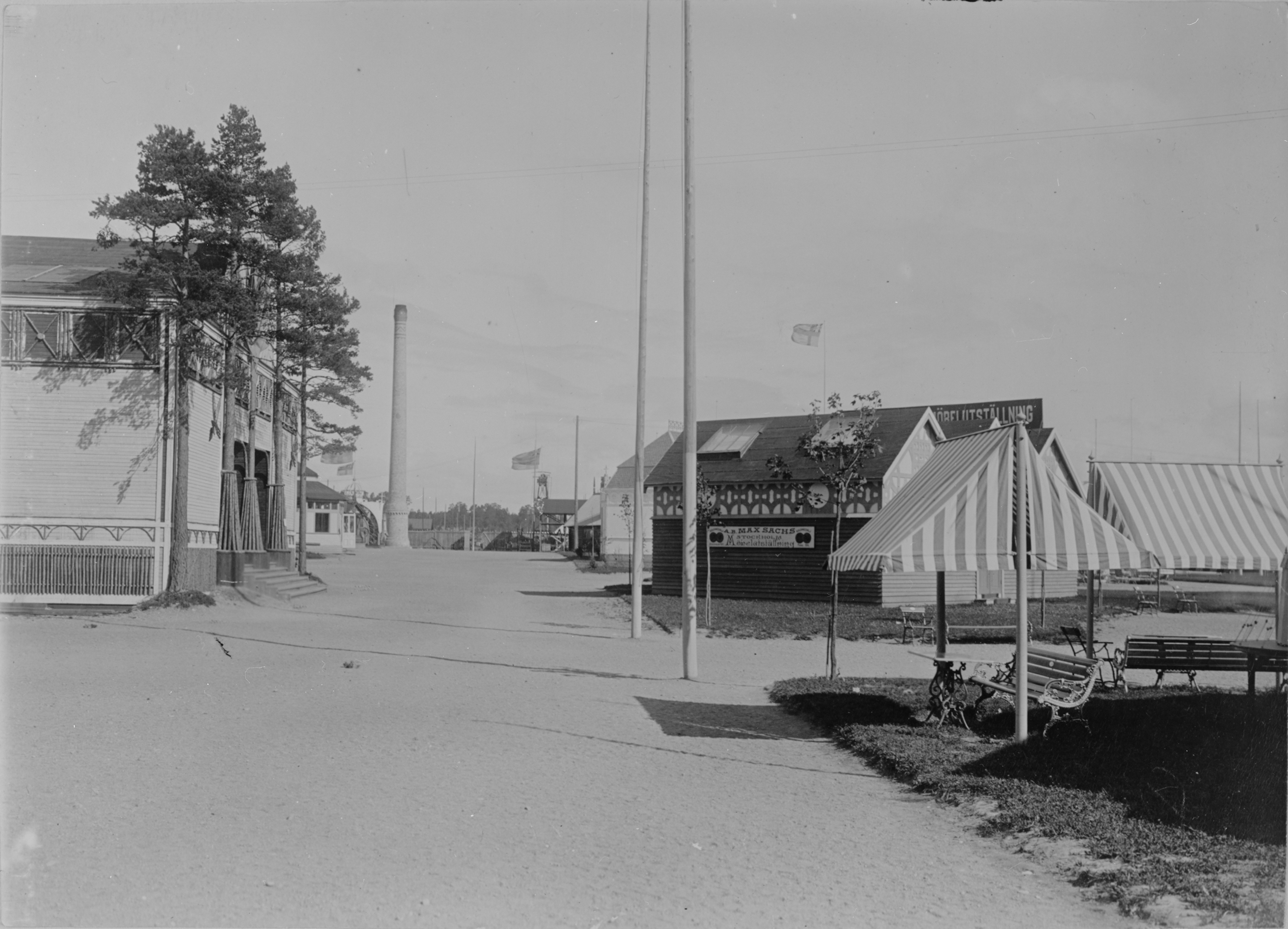
Skogs- och möbelutställning, exteriörbild. Industri- och Slöjdutställningen i Gävle 1901. Bild från tidskriften Hemmets bildmaterial.
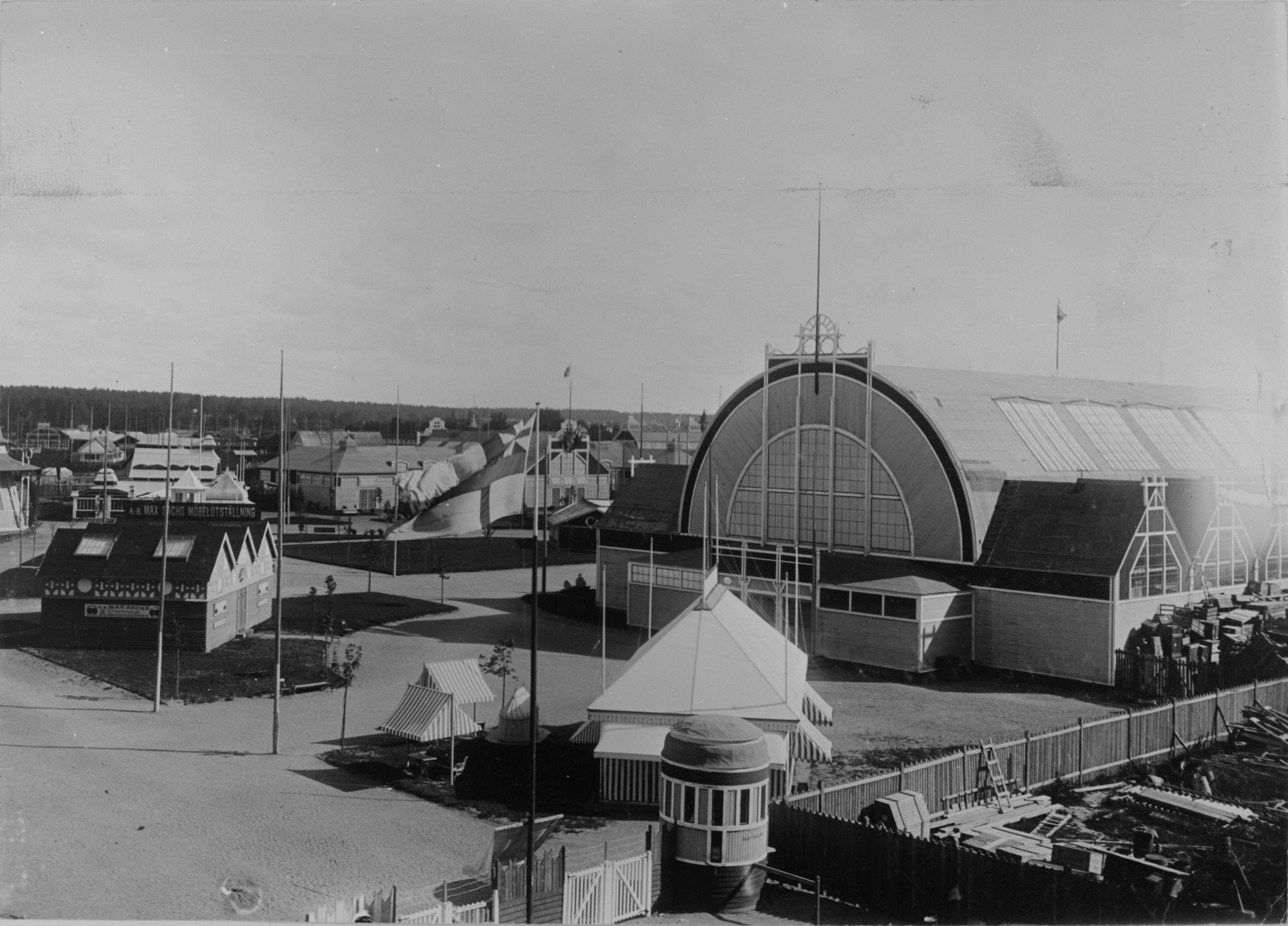
Industrihallen i Industri- och Slöjdutställningen i Gävle 1901, exteriör. Bild från tidskriften Hemmets bildmaterial.
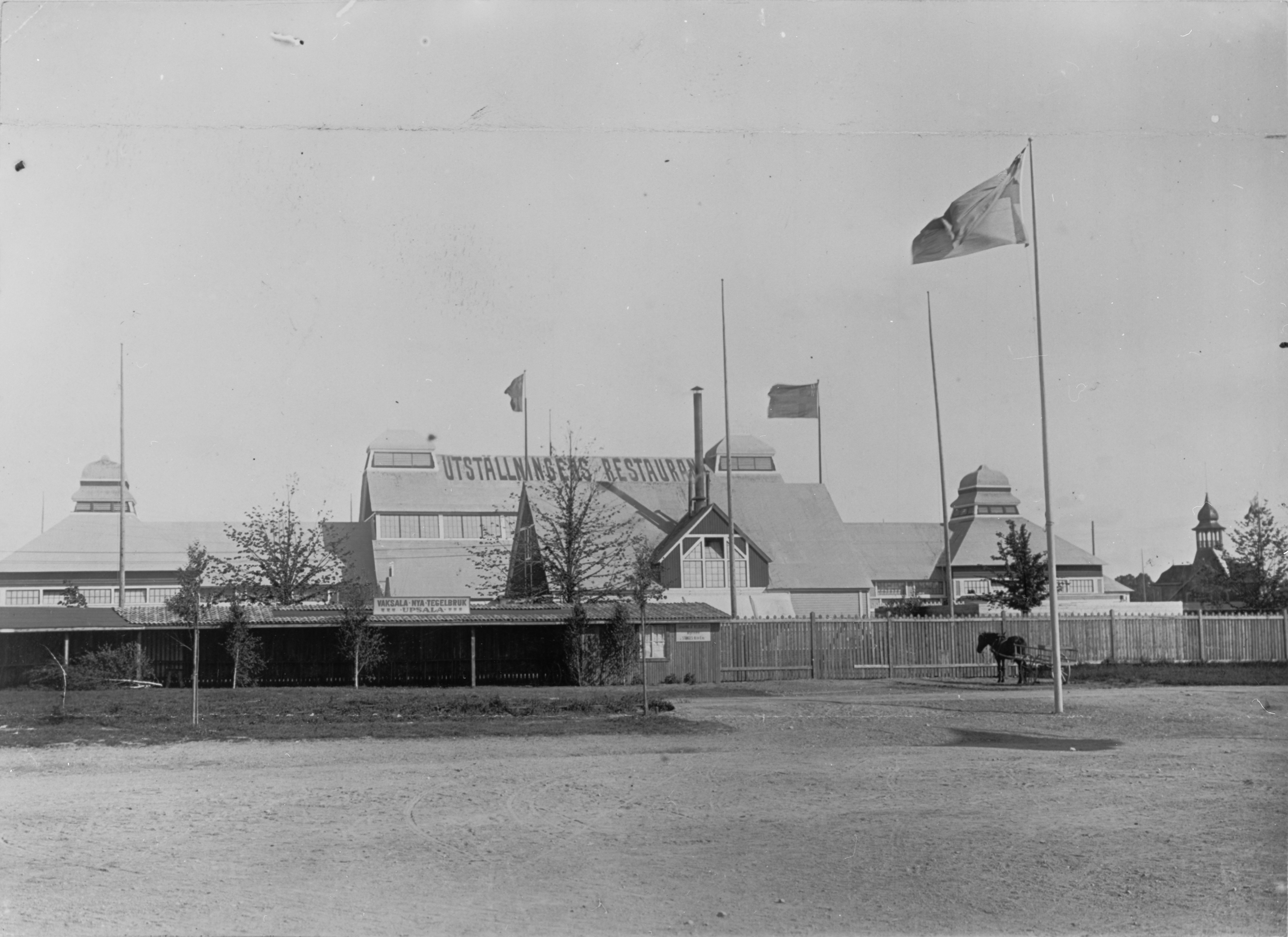
Utställningsrestauranten vid Industri- och Slöjdutställningen i Gävle 1901, exteriör. Bild från tidskriften Hemmets bildmaterial.
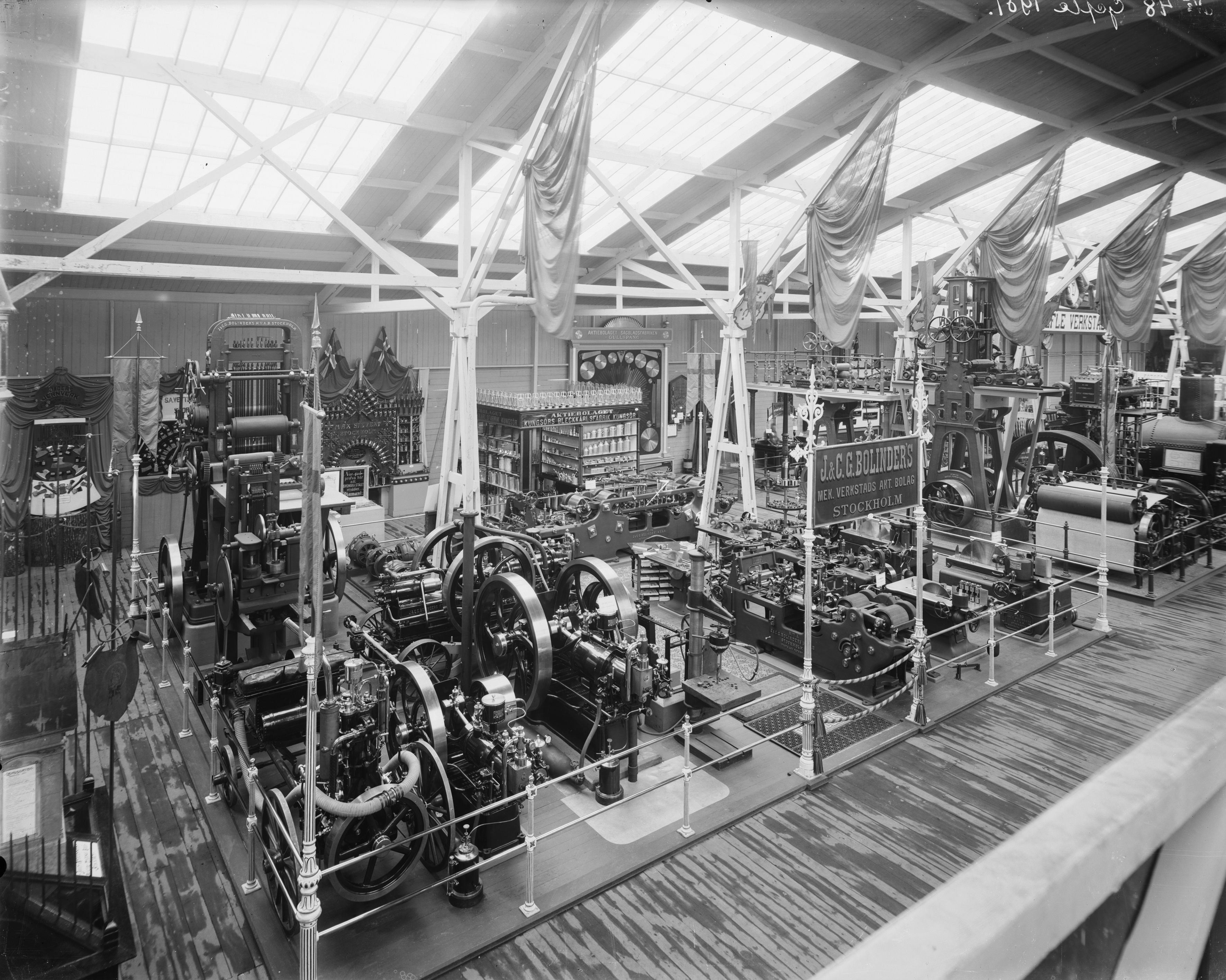
Interiör från Industri- och slöjdutställningen i Gävle 1901, J. & C.G. Bolinders Mekaniska verkstads avdelning
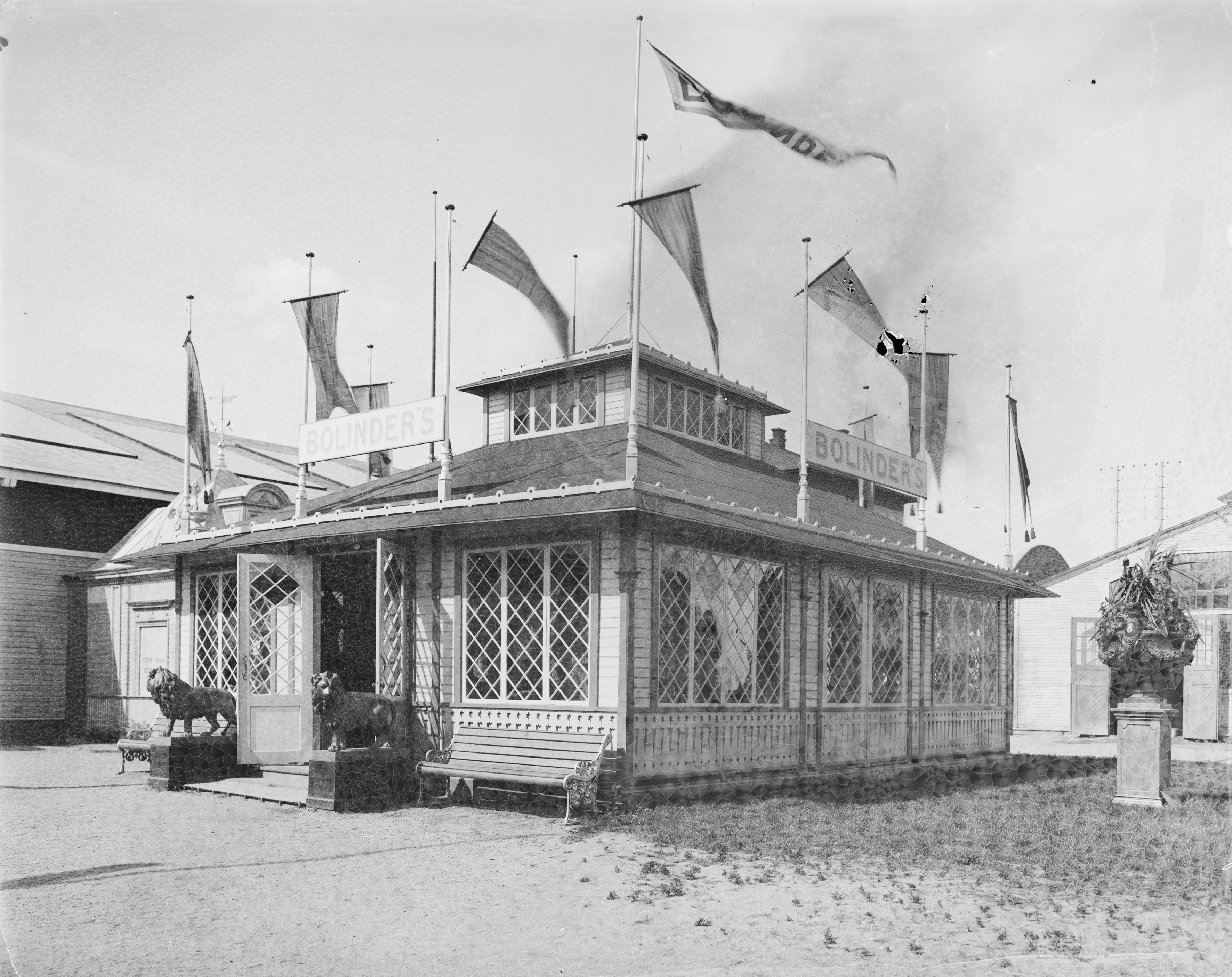
J. & C.G. Bolinders Mekaniska verkstads paviljong vid Industri- och slöjdutställningen i Gävle 1901.
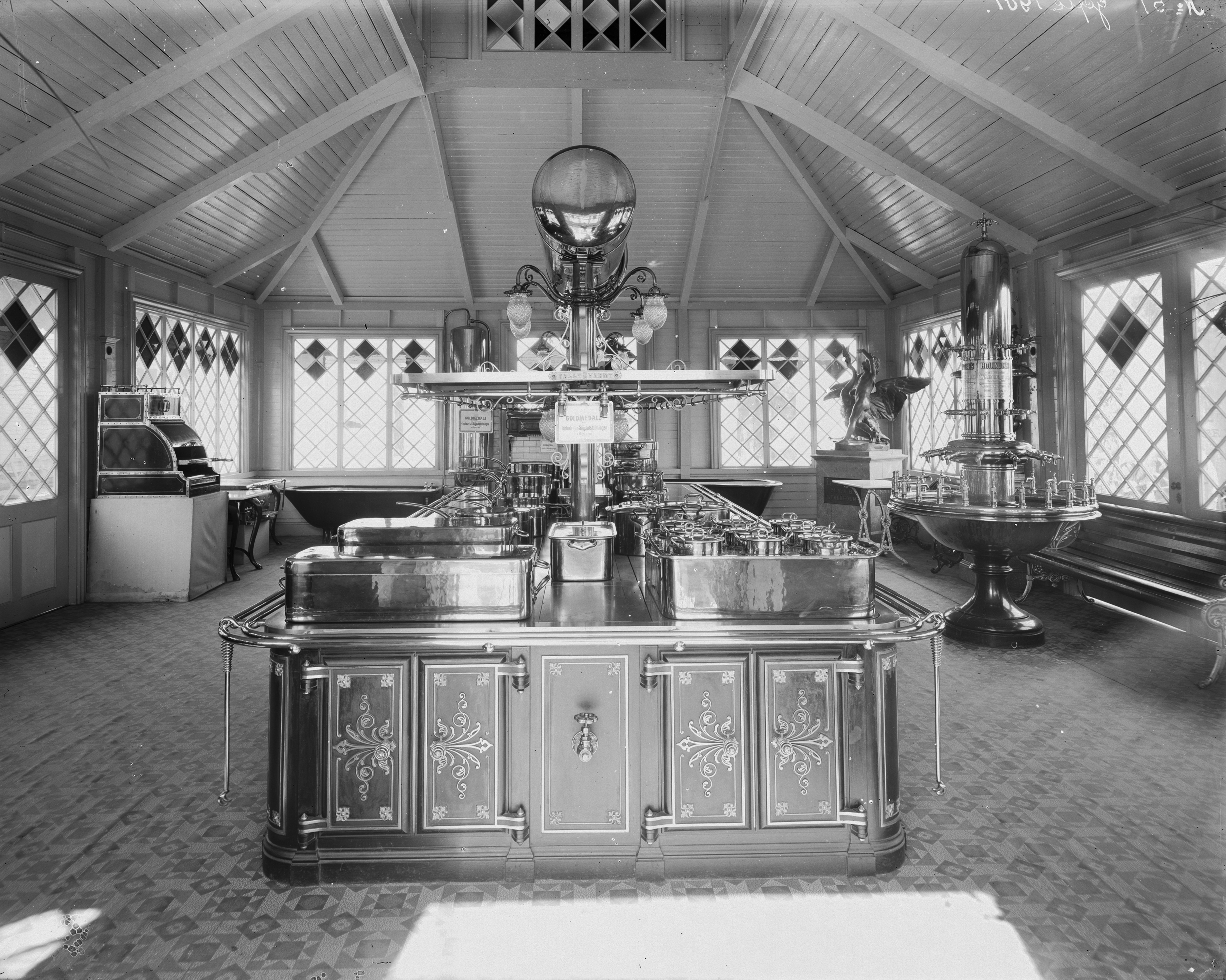
Interiör från J. & C.G. Bolinders Mekaniska verkstads paviljong vid Industri- och slöjdutställningen i Gävle 1901. Företaget fick guldmedalj för köksutrustningen.
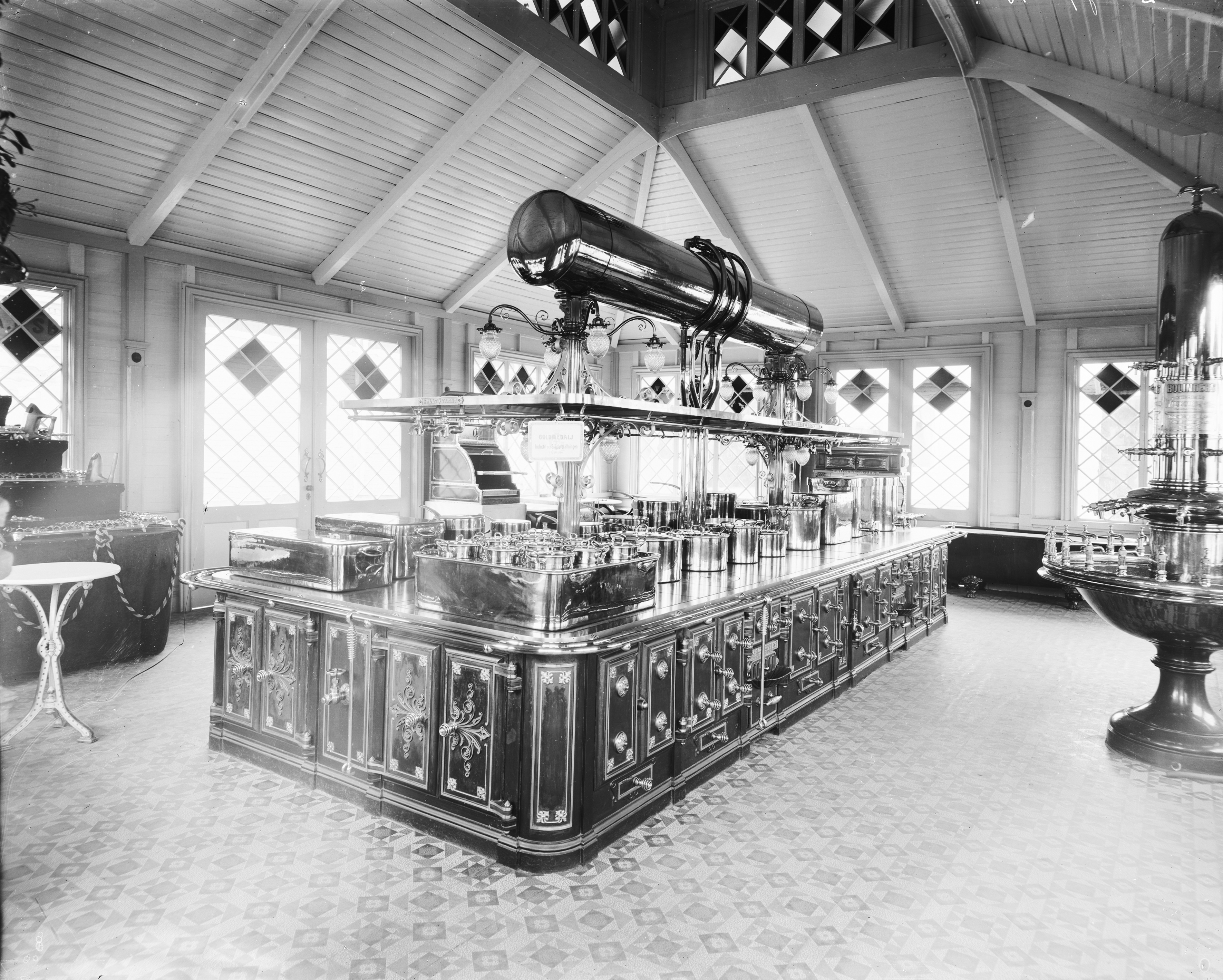
Interiör från J. & C.G. Bolinders Mekaniska verkstads paviljong vid Industri- och slöjdutställningen i Gävle 1901.